# Poeti italianisti
I poeti italianisti furono un gruppo di poeti spagnoli che utilizzarono l'endecasillabo di ascendenza italiana e, in particolare, petrarchesca al posto del tradizionale verso ottosillabo castigliano. 
Fra questi si possono ricordare: Juan Boscán (che introdusse il petrarchismo in Spagna), Garcilaso de la Vega (il migliore dei poeti petrarchisti), Gutierre de Cetina, Hernando de Acuña, Diego Hurtado de Mendoza y Pacheco. A questi si può aggiungere Francisco de Sá de Miranda che fu l'introduttore del petrarchismo (ovvero del Rinascimento) in Portogallo, ma compose anche in castigliano.